# Ochrosia mulsantii
Ochrosia mulsantii är en oleanderväxtart som beskrevs av Montr.. Ochrosia mulsantii ingår i släktet Ochrosia och familjen oleanderväxter. Inga underarter finns listade i Catalogue of Life.